# Lithospermum flexuosum
Lithospermum flexuosum är en strävbladig växtart som beskrevs av Johann Georg Christian Lehmann. Lithospermum flexuosum ingår i släktet stenfrön, och familjen strävbladiga växter. Inga underarter finns listade i Catalogue of Life.